# Żabbar
Ħaż-Żabbar Málta egyik helyi tanácsa a fővárostól keletre. Lakossága 14 694 fő (2005).

## Története

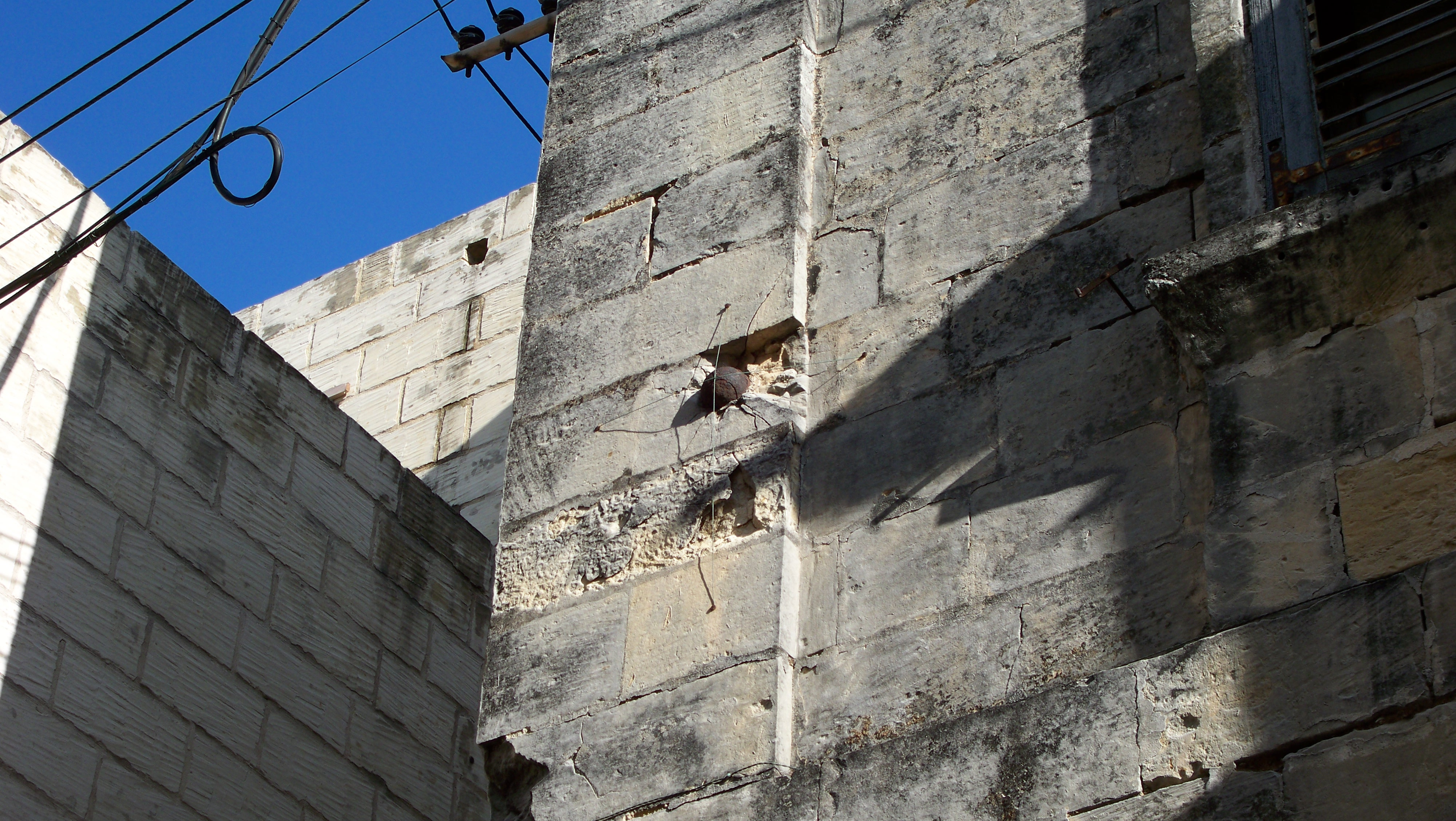
Ágyúgolyó a franciák elleni felkelés idejéből

A Nagy ostrom idején török szállásterület volt. 1615-ben lett önálló egyházközség. Brichelot és Bremond 1718-as térképén ugyan szerepel C(asal) Zabbar néven, ám valódi helyétől délebbre, mai helyén egy C(asal) Paula nevű községet tüntettek fel. 1797. szeptember 14-én Ferdinand von Hompesch zu Bolheim nagymester városi rangra emelte, és saját nevét adta neki, címere jelenleg is a Hompesch család címere. A franciák elleni lázadás idején a felkelők egyik állása a Három Városba menekült franciákkal szemben. A második világháború után északi külterületén létrejött Xgħajra községe. 1975. október 14-én egy, az Egyesült Királyságból érkező Vulcan XM645-ös bombázó elvétette a leszállást a luqai repülőtéren és a forduló manőver közben Żabbar központja fölött felrobbant. Egy asszony meghalt, 20-an szenvedtek különböző sérüléseket, és a város főutcáját felégette a felrobbanó üzemanyag. 1989-ben újabb templom építése kezdődött, ezt 10 év alatt fejezték be. 1994 óta Málta egyik helyi tanácsa.

## Önkormányzata
Ħaż-Żabbart tizenegy tagú helyi tanács irányítja. A jelenlegi, hetedik tanács 2013 márciusában lépett hivatalba, 8 munkáspárti és 3 nemzeti párti képviselőből áll.
Polgármesterei:
- Thomas E. Farrell (1994-1997)
- Felix Zarb (1997-2000)
- Domenic Agius (2000-2006)
- Clyde Caruana (2006-2009)
- Domenic Agius (Munkáspárt, 2009-)

## Nevezetességei

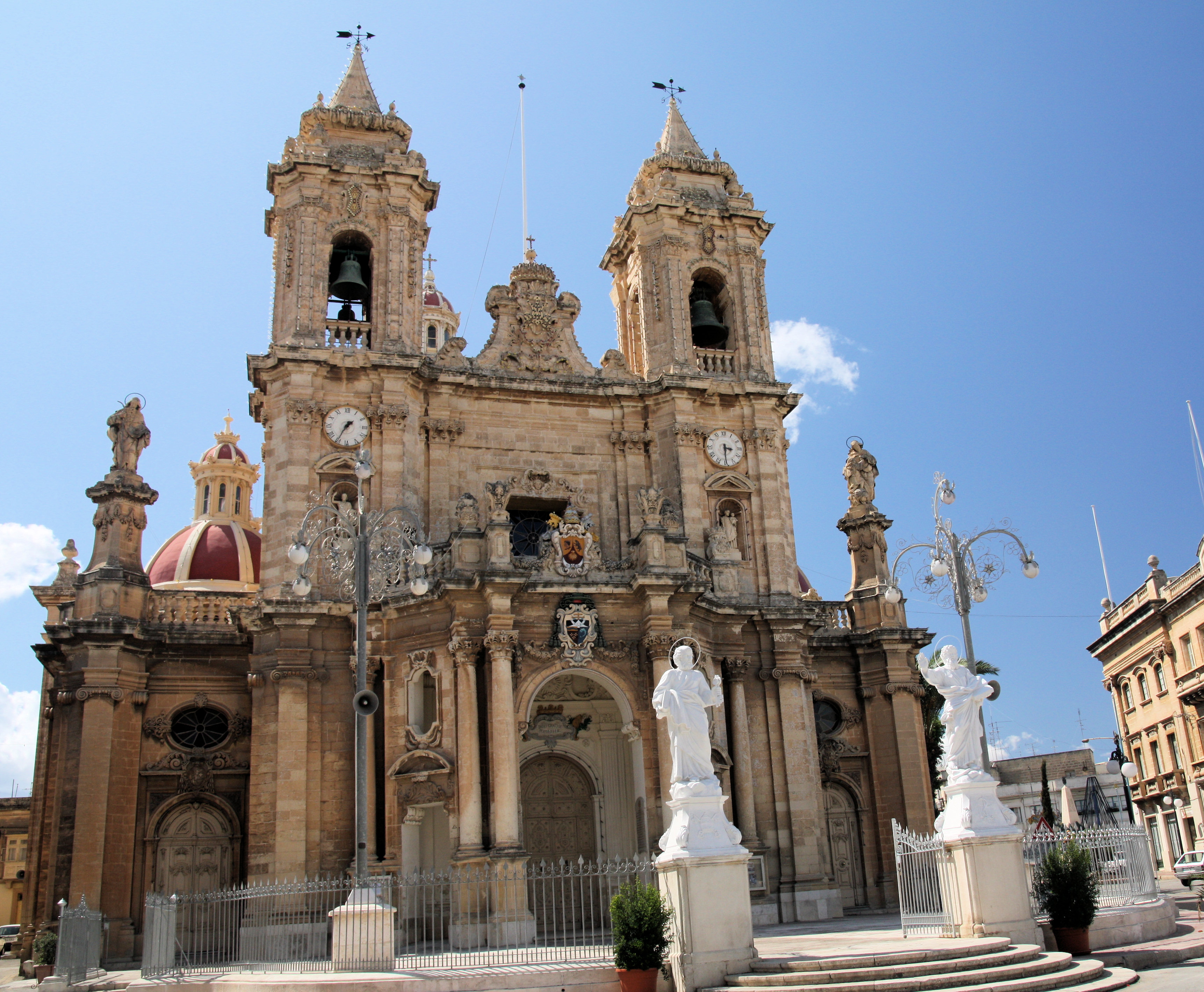
A plébániatemplom

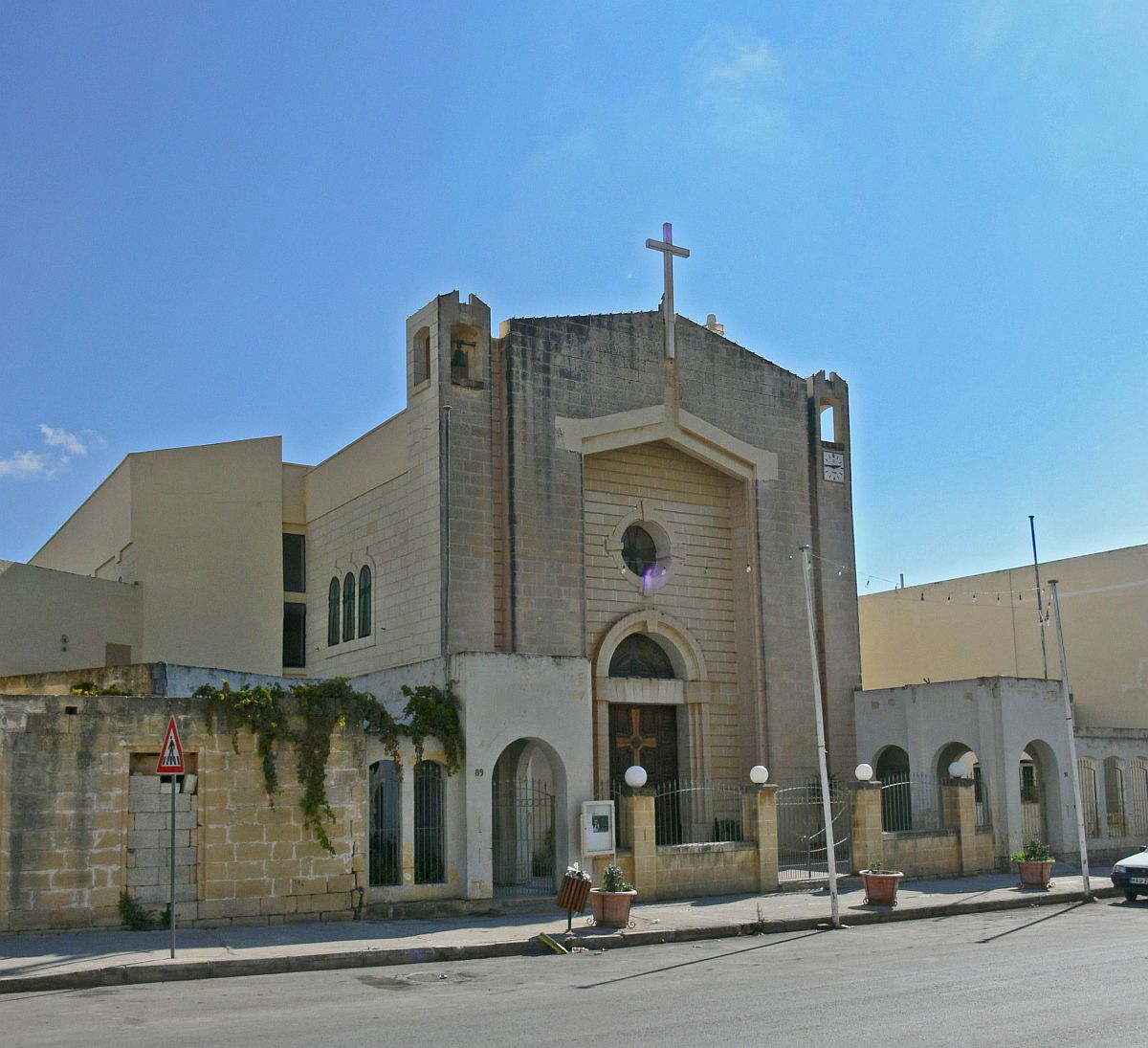
A Szent Kereszt templom

### Kegyelmes Boldogasszony-templom
Angolul: Our Lady of Grace. A régi kápolna bővítése 1641-ben kezdődött Tumas Dingli tervei alapján, és 1696 körül fejeződött be. 1738 és 1742 között újabb átalakítások zajlottak. 1911-től hat mellékhajóval bővítették. Ekkor épült hatalmas kupolája is. Latin kereszt alaprajzú, 47 méter hosszú és 32 méter széles. Két oldalkápolnával és két sekrestyével rendelkezik.

### Egyéb nevezetességei

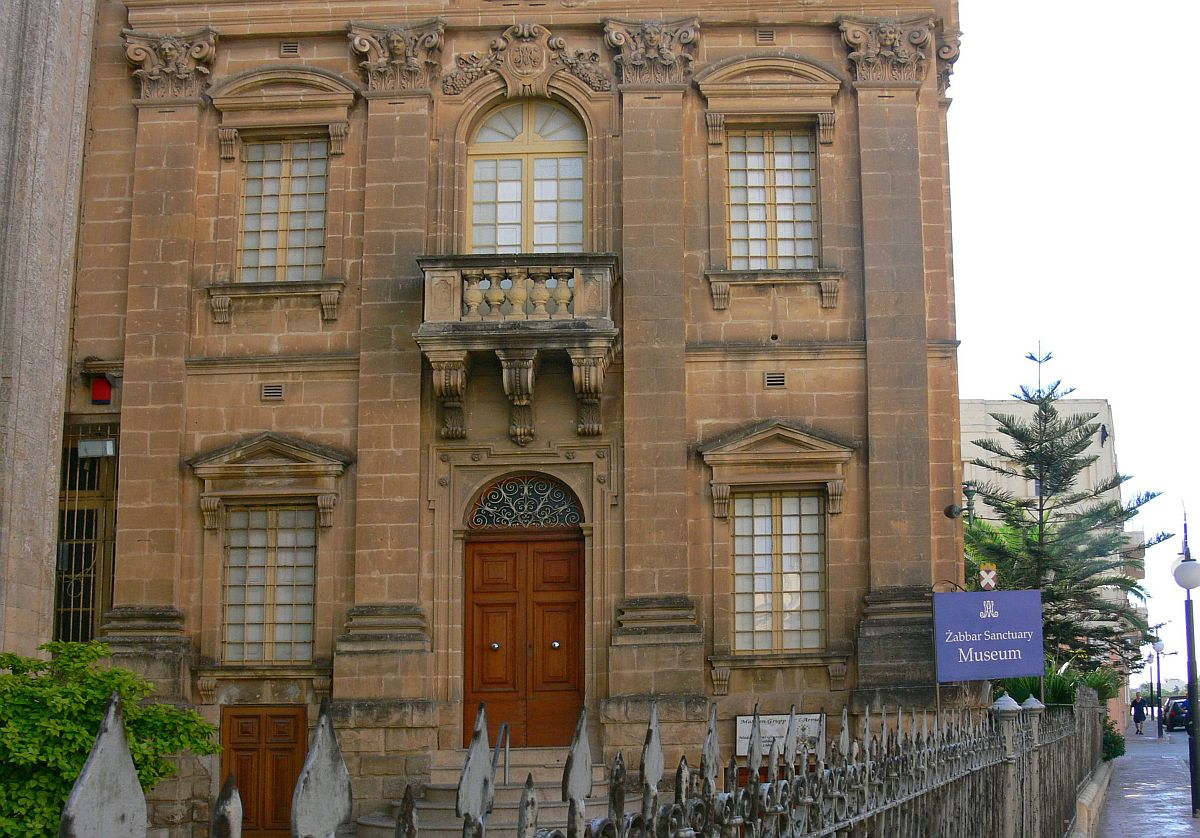
A Sanctuary Museum bejárata

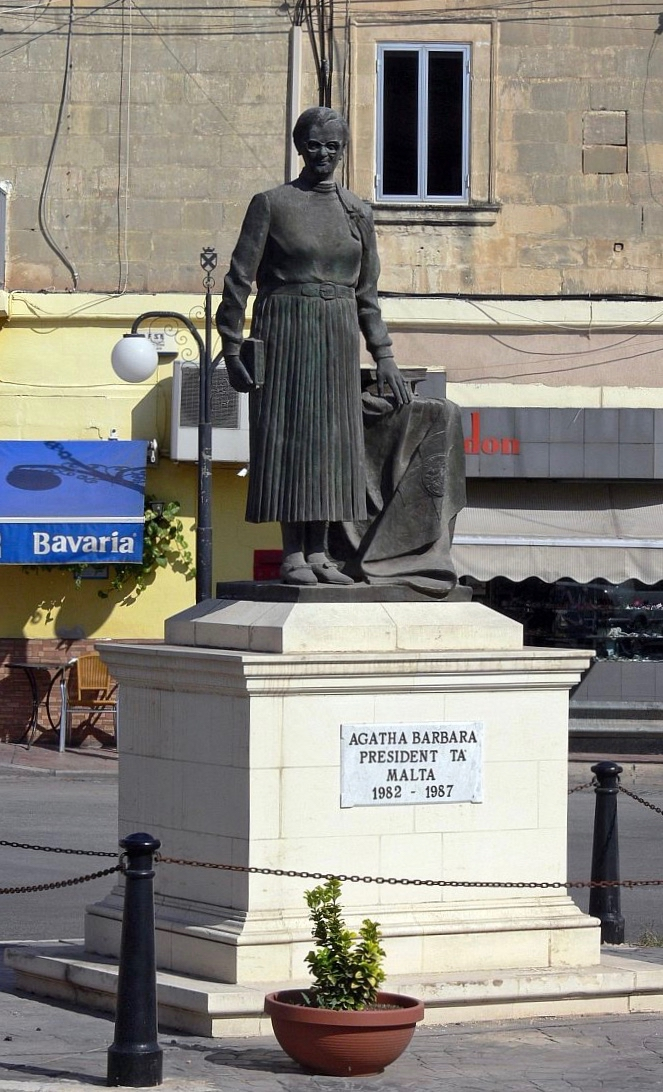
Agatha Barbara szobra

- Szent Kereszt-templom (Holy Cross, Il-Knisja Tas-Salib Imqaddes): egyike Málta kevés modern templomának;
- Żabbar Sanctuary Museum:[4] a templom műkincseit és értékeit mutatja be. Festmények, szobrok, mozgatható oltárok, érmék vannak kiállítva. Különleges darabjai a R.M.S. Alcantara óceánjáró faragott berendezései vagy az 1975-ben a város felett felrobbant Avro Vulcan bombázó bemutatása;
- Hompesch Kapu (Hompesch Gate): a Ferdinand von Hompesch nagymester által építtetett kapu ma egy körforgalom közepén áll a város nyugati szélén;
- Agatha Barbara volt köztársasági elnök szobra.

## Híres szülötte
- Agatha Barbara (1923-2002) politikus, munkáspárti miniszter, volt köztársasági elnök

## Kultúra
Band clubjai:
- Għaqda Madonna tal-Grazzja, Banda San Mikiel:[5] 1887-ben alapította Dr. Pasquale de Lorenzo. Eredeti neve Società San Michele. 1978-ban elkészült mai modern épülete. Hosszas ellentétek után 1992-ben "békét kötött" városi riválisával. 1997-ben hivatalosan nevet is változtatott.
- Società Filarmonika Maria Mater Gratiæ Żabbar (Maria Mater Gratiae Band Club):[6] Francesco Saverio Briffa alapította 1883-ban Società del Zabbar néven. Területe 1948 és 1955 között területe szabadtéri moziként üzemelt. 1992-ig ádáz versengés volt jellemző a másik band clubbal, ám ekkor megállapodtak, hogy a közös célok érdekében együttműködnek.

A helyi rádióadó a Radju Hompesch.
Egyéb szervezetei:
- Grupp ta' l-Armar:[8] a festa szervezése a feladata
- Żgħażagħ Azzjoni Kattolika Żabbar[9]

## Közlekedés
Autóval néhány perc alatt elérhető a repülőtér, a Három Város illetve a keleti part városai is. Autóbuszjáratai:
- 91 (Valletta-Marsaskala)
- 92 (Valletta-Marsaskala)
- 93 (Valletta-Marsaskala)
- 94 (Valletta-Xgħajra)
- 120 (Pembroke-Xgħajra)
- 204 (Mater Dei-Marsaskala)

## Sport
Sportegyesületei:
- Autóversenyzés: Żabbar Amateur Racing Club
- Boccia: Żabbar Boċċi Club
St. Peter's Boċċi Club
- Kosárlabda: Żabbar Basketball Club
- Labdarúgás: St. Patrick’s Football Club
St. Patrick's Nursery Football Club
- Sportlövészet: Żabbar Shooting Club

## Testvérvárosai
Testvérvárosa:
- Villabate (Olaszország, 1997)

Együttműködési megállapodás (2001 óta):
- Eschborn (Németország)
- Montgeron (Franciaország)
- Povoa' de Varzim (Portugália)

Az együttműködés keretében a települések részt vesznek egymás ünnepein, nyilvánosságot biztosítanak egymás művészeinek, és közösen bonyolítják le az évente megrendezett ħaż-żabbari International Youth Summer Camp-et.